# Poloweltmeisterschaft 1987
Die I. Poloweltmeisterschaft fand 1987 in der argentinischen Hauptstadt Buenos Aires statt. Es nahmen Mannschaften aus Argentinien, Australien, Brasilien, Mexiko und Spanien teil. Alle fünf Mannschaften traten gegeneinander an, der Weltmeister, Gastgeber Argentinien, wurde nach einer einfachen Punktetabelle ermittelt.
| Platz | Land | Sportler                                                  |
| ----- | ---- | --------------------------------------------------------- |
| 1     | ARG  | Diego Dodero, Martin Vidou Esteban Panelo, Bautista Heguy |
| 2     | MEX  | J. Celis, A. Gonzalez Gracida V. Aguilar, M. Nava Ayon    |
| 3     | BRA  |                                                           |
| 4     | ESP  |                                                           |
| 5     | AUS  |                                                           |